# لیون، ایست رادینگ آو یورک‌شر
لیون (به انگلیسی: Leven) یک روستا و محله مدنی در بریتانیا است که در East Riding of Yorkshire واقع شده‌است. لیون ۲٬۴۳۳ نفر جمعیت دارد.